# Свети Николай (Тасос)
„Свети Николай“ (на гръцки: Ιερός Ναός Αγίου Νικολάου Λιμένα) е православна църква в Тасос (Лименас), главното градче на остров Тасос, Егейска Македония, Гърция, част от Филипийската, Неаполска и Тасоска епархия на Вселенската патриаршия.

## История
Църквата е разположена в североизточната част на града, близо до Агората и Археологическия музей. Според Константинос Хионис църквата е построена след Руско-турската война (1768 – 1774), когато руска флотска част акостира на острова. Посещението е отбелязано от адмирал Степан Хметевски в дневника му. Еманюел Милер разказва по-различна история като пише, че руската армия погребвала своите мъртви на Тасос. Съответно след края на войната, рускията адмирал посещава острова и дава пари, за да се построи църква, посветена на Свети Николай в тяхна памет. Жителите на селото взели парите, но не построили църква. След 20 години друг руски адмирал посетил Тасос, не открил църквата и оставил нови пари, които били използвани за ремонт на „Успение Богородично“ в Панагия. Според Апостолос Вакалопулос църквата е открита на 2 юни 1835 година. Църквата не се споменава от австрийския посланик Антон фон Прокеш-Остен, посетил острова в 1828 г., но е спомената от Александер Конзе в 1858 година. Вероятно все пак поне частично църквата ще да е била изградена с руските пари.
В 1859 година в Тасос се установява униатския монах Пантелеймон от тракийското село Суджак, който в 1860 година оформя манастир около църквата. Около 1861 година е пристроен външен притвор. След смъртта на Пантелеймон в 1868 година униатското братство се разпада. Изглежда църквата се е върнала към православието по-рано, защото в нея в 1865 година умира и е погребан митрополит Теоклит Маронийски. В 1873 година със стража в храма е поставен мраморен орел.
В 1966 година е обявена за паметник на културата.

## Архитектура
В архитектурно отношение е трикорабна, двуипостасна, сводеста куполна базилика без женска църква и с трансепт. Храмът има външни размери 20,73 m х 9,41 m и дебелина на стената 1,00 m, която намалява до 0,60 m в района на първата арка, която е по-голяма от другите четири. Тази разлика и различната дебелина на стената води до хипотезата, че притворът е добавен след 1860 година и че първоначалната църква е с дължина 15,80 m. Площта е 148,68 m2. Храмът е три стъпала под нивото на улицата. Входът е през двойна, централно разположена врата, от чиито две страни има два прозореца с извити трегери. Два други входа има на южната страна – един в района на втората дъга и един към олтара.
Осветлението става чрез три южни различно оформени прозореца, три северни и два западни. Четири малки прозорци има и в купола в предната част на храма, които не се виждат от вътрешната страна. Апсидата отвън е полукръгла с три слепи арки и осветителен процеп. Църквата е била измазана, но в 2007 година зидарията е разкрита и се виждат тухлен кръст в западната част. По ъглите има украса с дялани камъни. Покривът е на три води и е покрит с плочи, с които е покрит и куполът. Като цяло църквата отвън има опростен неокласически вид. Камбанарията е доста отдалечена на север, в ансамбъл със сградата на училището.

## Вътрешност
Трите кораба са разделени от по пет колони, като всички са различни и втора употреба. Арките са с голяма височина, тъй като античните колони са доста къси – и с полукръгла форма. Корабите са тесни – северният е 1,60 m, южният – 1,55 m, а централният – 3,40 m. Аркадата на централния кораб е изписана със стенописи, а на страничните са украсени със звезди. Украса може да е имало и на другите стени, които обаче по-късно са варосани.
Куполът е външно кръгъл с дванадесет слепи арки, а отвътре е изписан, като е отбелязана и годината на изписването – 1861. Стенописите са в лошо състояние и са в западен стил, очевидно дело на униатите. Пейките са подравнени по дължината на стените, тъй като пространството не е достатъчно, за да бъдат поставени от двете страни на пътеките. Подът е покрит с бяло-сив мрамор. Светилището е с една стъпка по-високо и е с ширина едва 1,22 m. Апсидата има три слепи арки и процеп за вентилация в средата.
Иконостасът е зидан. На подиконните табла има ангели, а над тях са царските икони. От север: „Свети Георги“, северната олтарна врата с Архангел Михаил, „Дванадесет Апостоли“, „Свети Николай“, „Света Богородица“, царските двери, „Христос Вседържител“, „Свети Йоан Предтеча“, „Св. св. Константин и Елена“, южната олтарна врата с Архангел Гавриил, „Свети Димитър“. Над царските икони има ред с ангели.
Вторият олтар вероятно е бил посветен на Св. св. Константин и Елена.